# Eleição municipal de Sorocaba em 2016
A eleição municipal da cidade brasileira de Sorocaba ocorreu em 2 de outubro de 2016 para eleger um prefeito, um vice-prefeito e 20 vereadores para a administração da cidade, com o segundo turno marcado para 30 de outubro. O prefeito titular é Antonio Carlos Pannunzio, do Partido da Social Democracia Brasileira (PSDB), que não concorreu a reeleição por ter um grande índice de rejeição, com fortes críticas ao seu governo e por questões de foro íntimo. Crespo foi eleito o prefeito da cidade de Sorocaba em 30 de outubro de 2016.

## Pré-candidatos

### Partido da Social Democracia Brasileira (PSDB)
A candidatura do Partido da Social Democracia Brasileira (PSDB) foi alvo de especulação, visto a possibilidade legal da reeleição de Antônio Carlos Pannunzio, atual prefeito tucano. Em maio de 2015 a pré-candidatura de Pannunzio era certa. Em 10 de maio de 2015, o então secretário de governo João Leandro da Costa Filho foi eleito presidente do PSDB de Sorocaba. O deputado federal e ex-prefeito Vitor Lippi declarou que Pannunzio somente não seria candidato a reeleição caso não quisesse. Em julho de 2015 a imprensa sorocabana noticiou que Pannunzio dependeria de uma nova avaliação de seu governo ser candidato a reeleição. Outras pré-candidaturas do partido seriam a da deputada estadual Maria Lúcia Amary, do deputado federal e ex-prefeito Vitor Lippi e do então secretário de governo João Leandro da Costa Filho. Por apoiar o Processo de impeachment de Dilma Rousseff, estar focado no mandato de deputado federal e apoiar a luta da esposa contra um câncer de mama, Vitor Lippi declarou em fevereiro de 2016 não estar disposto à concorrer as eleições.
Com a reprovação de seu governo maior que 50%, Pannunzio desistiu oficialmente da reeleição no início de 2016. Maria Lúcia Amary desistiu da pré-candidatura tendo em vista a pré-candidatura de seu ex-marido Renato Amary. Em julho de 2016, com a desistência de Renato Amary (PMDB) e com a preocupação com o fato de João Leandro ser menos conhecido do que os outros pré-candidatos do próprio partido, o vereador José Francisco Martinez chegou a ser anunciado como o pré-candidato do partido. Por fim, na convenção partidária ocorrida no final do mês, João Leandro da Costa Filho foi anunciado como candidato do partido às eleições.

### Partido do Movimento Democrático Brasileiro (PMDB)
Prefeito de Sorocaba entre 1997 e 2004, tendo sido o prefeito com maior índice de aprovação na história da cidade (83%) e o deputado federal mais votado da história da cidade, com 125.518 votos na cidade (44% dos votos válidos), nas Eleições de 2006, Renato Amary declarou ser pré-candidato desde o final da Eleição municipal de Sorocaba em 2012. Teve como pré-candidata a vice-prefeita a Delegada Jaqueline Coutinho. Em torno de sua pré-candidatura reuniu lideranças de vários partidos, estabelecendo uma diversidade de opiniões e pensamentos políticos, demonstrando seu poder de aglutinação e liderança. No mês de julho de 2016, desistiu da candidatura, apoiando José Caldini Crespo (DEM). Mesmo estando com mais de 50% de intenções de votos em pesquisas eleitorais, Renato entendeu que os processos que sofre na justiça poderiam atrapalhar o seu governo.

### Partido da República (PR)
Cláudio do Sorocaba I foi eleito vereador pela primeira vez em 2004, reelegendo-se em 2008 e 2012. O vereador foi presidente da Câmara Municipal de Sorocaba nos anos de 2014 e 2015. Antes, já havia sido vice-presidente do Legislativo por três vezes e, ainda, 3º vice-presidente, além de presidente interino em abril de 2010 e membro de diversas comissões da Casa, entre elas, a de Justiça. Em pesquisa eleitoral realizada em julho de 2016, Cláudio apareceu com 6,3% das intenções de votos. No mesmo mês foi anunciado como candidato a vice-prefeito de João Leandro.

### Partido dos Trabalhadores (PT)
Com a falta de interesse de Hamilton Pereira em disputar a prefeitura sorocabana e a pré-candidatura de Iara Bernardi a Câmara Municipal de Sorocaba, Glauber Piva foi anunciado como pré-candidato do PT em janeiro de 2016 e oficializado em julho.

### Partido Republicano Brasileiro (PRB)
O líder do PRB na Câmara Municipal de Sorocaba, Hélio Godoy, foi anunciado como pré-candidato a prefeito ainda em 2015.

### Partido Socialismo e Liberdade (PSOL)
O deputado estadual e ex-vereador Raul Marcelo de Souza foi oficializado como candidato do PSOL em julho de 2016. Raul já disputou as eleições de 2008 e 2012.

### Partido Ecológico Nacional (PEN)
Laerte Molleta, que já havia disputado as Eleições de 2010 como candidato a deputado federal pelo PV, foi anunciado como pré-candidato do PEN ainda em 2015. No entanto, em julho de 2016 foi anunciado como vice-prefeito na candidatura de Hélio Godoy.

## Candidatos a prefeito
|  | Nº | Candidato a prefeito | Candidato a prefeito | Candidato a vice-prefeito | Candidato a vice-prefeito  | Coligação | Duração da propaganda eleitoral |
|  | -- | -------------------- | -------------------- | ------------------------- | -------------------------- | --- | ------------------------------- |
|  | 25 |                      | Crespo               |                           | Jaqueline Coutinho (PTB)   | "Renasce Sorocaba" - Partido Socialista Brasileiro (PSB) | 4min39s                         |
|  | 45 |                      | João Leandro         |                           | Cláudio do Sorocaba I (PR) | "Respeito por Sorocaba" - Partido da Social Democracia Brasileira (PSDB) - Partido da República (PR) - Partido Social Democrata Cristão (PSDC) - Partido da Mobilização Nacional (PMN) | 2min5s                          |
|  | 13 |                      | Glauber Piva         |                           | Professor André Cordeiro   | - Partido dos Trabalhadores (PT) | 1min32s                         |
|  | 10 |                      | Hélio Godoy          |                           | Laerte Molleta (PEN)       | "Construindo um Novo Tempo" - Partido Republicano da Ordem Social (PROS) | 1min24s                         |
|  | 50 |                      | Raul Marcelo         |                           | Gilberto Franca            | - Partido Socialismo e Liberdade (PSOL) | 18s                             |

## Pesquisas

### Pré-candidatos

#### Respostas estimuladas
| Data                       | 24/07/2016    |
| Instituto                  | IPESO         |
| Fonte                      | [ 14 ] [ 21 ] |
| -------------------------- | ------------- |
| Renato Amary (PMDB)        | 59,9%         |
| Raul Marcelo (PSOL)        | 10,8%         |
| Hélio Godoy (PRB)          | 5,9%          |
| Cláudio do Sorocaba I (PR) | 4,3%          |
| João Leandro (PSDB)        | 1,6%          |
| Laerte Molleta (PEN)       | 0,9%          |
| Glauber Piva (PT)          | 0,3%          |
| Brancos ou Nulos           | 11%           |
| Indecisos                  | 5,3%          |

### Candidatos

#### Primeiro turno
| Data                | 22/08/2016 | 15/09/2016 | 01/10/2016 |
| Instituto           | IBOPE      | IBOPE      | IBOPE      |
| Fonte               | [ 22 ]     | [ 23 ]     | [ 24 ]     |
| ------------------- | ---------- | ---------- | ---------- |
| Crespo (DEM)        | 26%        | 40%        | 44%        |
| Raul Marcelo (PSOL) | 30%        | 23%        | 22%        |
| Hélio Godoy (PRB)   | 13%        | 10%        | 17%        |
| João Leandro (PSDB) | 5%         | 9%         | 10%        |
| Glauber Piva (PT)   | 2%         | 3%         | 7%         |
| Brancos ou Nulos    | 16%        | 12%        | —          |
| Indecisos           | 8%         | 3%         | —          |

#### Segundo turno
| Data                | 05/10/2016       | 17/10/2016 | 29/10/2016    |
| Instituto           | Instituto Veritá | IBOPE      | IBOPE         |
| Fonte               | [ 25 ]           | [ 26 ]     | [ 27 ] [ 28 ] |
| ------------------- | ---------------- | ---------- | ------------- |
| Crespo (DEM)        | 47,9%            | 45%        | 48%           |
| Raul Marcelo (PSOL) | 35,4%            | 41%        | 38%           |
| Brancos ou Nulos    | 15%              | 10%        | 10%           |
| Indecisos           | 1,7%             | 4%         | 4%            |

## Resultados

Mapa 1°turno, é o mesmo do 2°Turno

### Prefeito

#### Primeiro turno
| Candidato(a)           | Vice                       | 1º turno 2 de outubro de 2016 | 1º turno 2 de outubro de 2016 |
| Candidato(a)           | Vice                       | Total                         | Percentagem                   |
| ---------------------- | -------------------------- | ----------------------------- | ----------------------------- |
| Crespo (DEM)           | Jaqueline Coutinho (PTB)   | 133.767                       | 45,18%                        |
| Raul Marcelo (PSOL)    | Gilberto Franca            | 74.001                        | 25%                           |
| João Leandro (PSDB)    | Cláudio do Sorocaba I (PR) | 39.874                        | 13,47%                        |
| Hélio Godoy (PRB)      | Laerte Molleta (PEN)       | 31.852                        | 10,76%                        |
| Glauber Piva (PT)      | Professor André Cordeiro   | 16.565                        | 5,60%                         |
| Abstenções             | Abstenções                 | 89.156                        | 19,45%                        |
| Comparecimento         | Comparecimento             | 369.180                       | 80,55%                        |
| → Votos em branco      | → Votos em branco          | 22.547                        | 6,11%                         |
| → Votos nulos          | → Votos nulos              | 50.574                        | 13,70%                        |
| Total de votos válidos | Total de votos válidos     | 296.059                       | 80,19%                        |
| Total de inscritos     | Total de inscritos         | 458.336                       | 100%                          |

#### Segundo turno
| Candidato(a)           | Vice                     | 2º turno 30 de outubro de 2016 | 2º turno 30 de outubro de 2016 |
| Candidato(a)           | Vice                     | Total                          | Percentagem                    |
| ---------------------- | ------------------------ | ------------------------------ | ------------------------------ |
| Crespo (DEM)           | Jaqueline Coutinho (PTB) | 182.833                        | 58,48%                         |
| Raul Marcelo (PSOL)    | Gilberto Franca          | 129.784                        | 41,52%                         |
| Abstenções             | Abstenções               | 98.236                         | 21,43%                         |
| Comparecimento         | Comparecimento           | 360.100                        | 78,57%                         |
| → Votos em branco      | → Votos em branco        | 11.503                         | 3,19%                          |
| → Votos nulos          | → Votos nulos            | 35.980                         | 9,99%                          |
| Total de votos válidos | Total de votos válidos   | 312.617                        | 86,81%                         |
| Total de inscritos     | Total de inscritos       | 458.336                        | 100%                           |

### Vereadores eleitos
| Candidato(a)            | Número | Partido | Coligação         | Votação | Votação     |
| Candidato(a)            | Número | Partido | Coligação         | Votos   | Porcentagem |
| ----------------------- | ------ | ------- | ----------------- | ------- | ----------- |
| Rodrigo Manga           | 25111  | DEM     | PMDB/DEM/PPS      | 11.471  | 3,86%       |
| Pericles                | 15678  | PMDB    | PMDB/DEM/PPS      | 9.139   | 3,07%       |
| Fernando Dini           | 15300  | PMDB    | PMDB/DEM/PPS      | 7.727   | 2,60%       |
| Vitão do Cachorrão      | 15333  | PMDB    | PMDB/DEM/PPS      | 7.555   | 2,54%       |
| Anselmo Neto            | 45123  | PSDB    | PSDB              | 6.137   | 2,06%       |
| Fausto Peres            | 19000  | PTN     | PTN/PTB           | 5.364   | 1,80%       |
| Dr. Hélio Brasileiro    | 15321  | PMDB    | PMDB/DEM/PPS      | 5.198   | 1,75%       |
| Irineu Toledo           | 10000  | PRB     | PRB/PROS          | 4.468   | 1,50%       |
| Iara Bernardi           | 13010  | PT      | PT                | 4.364   | 1,47%       |
| Pastor Apolo            | 40123  | PSB     | PDT/SD/PV/PSB/PSD | 4.195   | 1,41%       |
| Engº Martinez           | 45670  | PSDB    | PSDB              | 4.189   | 1,41%       |
| Silvano Jr              | 43627  | PV      | PDT/SD/PV/PSB/PSD | 4.185   | 1,41%       |
| Francisco França        | 13510  | PT      | PT                | 4.156   | 1,40%       |
| João Donizeti Silvestre | 45615  | PSDB    | PSDB              | 4.107   | 1,38%       |
| Fernanda Schlic Garcia  | 50550  | PSOL    | PSOL              | 3.882   | 1,30%       |
| Marinho Marte           | 23645  | PPS     | PMDB/DEM/PPS      | 3.824   | 1,29%       |
| Pr. Luis Santos         | 90777  | PROS    | PRB/PROS          | 3.611   | 1,21%       |
| Hudson Pessini          | 15000  | PMDB    | PMDB/DEM/PPS      | 3.331   | 1,12%       |
| Renan                   | 65065  | PCdoB   | PEN/PCdoB/PHS     | 3.181   | 1,07%       |
| Wanderley Diogo         | 44650  | PRP     | PRP               | 3.086   | 1,04%       |

| Tipo de votos válidos  | Tipo de votos válidos  | Tipo de votos válidos | Tipo de votos válidos |
| ---------------------- | ---------------------- | --------------------- | --------------------- |
| Votos nominais         | Votos nominais         | 90,43%                | 269.028               |
| Votos em legenda       | Votos em legenda       | 9,57%                 | 28.462                |
| Total de votos válidos | Total de votos válidos | 100%                  | 297.490               |
| Votos apurados         |                        |                       |                       |
| Votos válidos          | Votos válidos          | 80,58%                | 297.490               |
| Votos em branco        | Votos em branco        | 7,72%                 | 28.516                |
| Votos nulos            | Votos nulos            | 11,69%                | 43.174                |
| Total de votos válidos | Total de votos válidos | 100%                  | 369.180               |
| Eleitores              |                        |                       |                       |
| Comparecimento         | Comparecimento         | 80,55%                | 369.180               |
| Abstenções             | Abstenções             | 19,45%                | 89.156                |
| Total de eleitores     | Total de eleitores     | 100,00%               | 458.336               |

Missionário Rodrigo Manga (DEM) , Fernando Dini (PMDB), Anselmo Neto (PSDB), Irineu Toledo (PRB), Pastor Apolo (PSB), Engº Martinez (PSDB), Francisco França (PT), Marinho Marte (PSD), Pr. Luis Santos (PROS) e Wanderley Diogo (PRP) foram reeleitos para um novo mandato. A votação de Rodrigo Manga ultrapassou a votação obtida por Crespo em 2008, 9.874 votos, sendo assim um novo recorde de votação para vereador na história da cidade. A expressiva votação deve-se sobretudo pelo trabalho de Rodrigo na Igreja Mundial do Poder de Deus, liderada por Valdemiro Santiago. Também com expressiva votação, Péricles, idealizador do blog "Vagas Empregos Sorocaba e Região", teve seu trabalho nas redes sociais como principal meio de campanha.
Já o vereador Marinho Marte, foi reeleito para o nono mandato, sendo assim o vereador mais antigo da Câmara Municipal de Sorocaba, a completar 38 anos de legislativo no final do mandato em 2020. Iara Bernardi (PT), ex-deputada federal retornou à Câmara Municipal 20 anos depois, para seu terceiro mandato como vereadora. João Donizeti Silvestre (PSDB), retornou a casa com expressiva votação mesmo tendo ficado quatro anos fora do legislativo. Em 2012 João Donizeti se tornou o vereador mais votado da história do PSDB em Sorocaba, com 6.144 votos, mas não pode se reeleger. O candidato teve sua candidatura impugnada devido a rejeição das contas na Câmara Municipal de Sorocaba em 2004, quando foi presidente da mesma. O recurso pedido pelo candidato junto ao TSE para assumir o cargo em 2012 foi indeferido em decisão monocrática da ministra Laurita Vaz, que considerou que João Donizeti se enquadrava na lei de improbidade administrativa. Entretanto, em novembro de 2015 a Justiça Eleitoral considerou João Donizeti Silvestre ficha limpa. O vereador recebeu 4.107 votos, sendo o 14º mais votado do pleito.
Em janeiro de 2017 Marinho Marte (PPS) assumiu a Secretaria de Negócios Jurídicos e Anselmo Neto (PSDB) a Secretaria de Relações Institucionais e Metropolitanas. Rafael Militão (PMDB), que recebeu 1.812 votos e JP Miranda (PSDB), que recebeu 3.640 votos assumiram suas vagas como suplentes.

#### Representação numérica das coligações na Câmara Municipal
| Coligação         | Votos  | Votos válidos(%) | Número de Vereadores |
| PMDB/PPS/DEM      | 71.129 | 23,65            | 7                    |
| PSDB              | 33.097 | 11,01            | 3                    |
| PDT/SD/PV/PSB/PSD | 27.577 | 9,17             | 2                    |
| PRB/PROS          | 23.528 | 7,83             | 2                    |
| PT                | 22.289 | 7,41             | 2                    |
| PTN/PTB           | 21.411 | 7,12             | 1                    |
| PRP               | 20.192 | 6,72             | 1                    |
| PEN/PC do B/PHS   | 19.624 | 6,53             | 1                    |
| PSOL              | 17.102 | 5,69             | 1                    |

A coligação do prefeito eleito Crespo obteve maioria na Câmara Municipal, com 10 vereadores eleitos: Missionário Rodrigo Manga (DEM), Pericles (PMDB), Fernando Dini (PMDB), Vitão do Cachorrão (PMDB), Fausto Peres (PTN), Dr. Hélio Brasileiro (PMDB), Pastor Apolo (PSB), Silvano Jr (PV), Marinho Marte (PPS) e Hudson Pessini (PMDB). A coligação que apoiava João Leandro, do PSDB, compôs a segunda maior bancada da Câmara, com 3 vereadores eleitos Anselmo Neto, Martinez e João Donizeti Silvestre, todos tucanos. A coligação envolta a candidatura de Hélio Godoy, do PRB, também obteve 3 cadeiras na Câmara Municipal, mas com partidos distintos, representados por Irineu Toledo (PRB), Pr. Luis Santos (PROS) e Renan Santos (PC do B).
A esquerda, além de Renan, elegeu outros três vereadores. Iara Bernardi e Francisco França, que compunham a coligação de Glauber Piva, candidato a prefeito do PT e Fernanda Garcia (PSOL), da coligação de Raul Marcelo.

## Apoios e campanha eleitoral no segundo turno
O candidato Raul Marcelo recebeu o apoio formal de Fernanda Schlic Garcia, única vereadora eleita pelo PSOL. Também divulgaram nota de apoio e solidariedade ao candidato de esquerda Raul Marcelo, o vereador eleito Renan e o partido PCdoB. O PT não declarou apoio, mas orientou os filiados a não votarem em Crespo. Raul Marcelo recorreu à Justiça Eleitoral para tentar impedir que fosse divulgado o apoio do PT e do PCdoB ao PSOL, afirmação usada no programa de Crespo. A campanha de Crespo alegou basear-se em informações publicadas pela coluna Informação Livre, do Jornal Cruzeiro do Sul, que o PT divulgou nota vetando o apoio à coligação de Crespo e orientando os seus militantes a votarem "na candidatura do campo democrático e popular". Num primeiro pedido, a decisão foi favorável a Crespo, posteriormente outro pedido de resposta feito pelo PSOL foi deferido pela justiça. O PSOL realizou uma caravana para um evento em apoio a candidatura de Raul, que contou com a presença do deputado estadual Carlos Giannazi e dos deputados federais Ivan Valente e Luiza Erundina. O vereador eleito em São Paulo Eduardo Suplicy e Iara Bernardi, vereadora eleita em Sorocaba, ambos do Partido dos Trabalhadores (PT), declararam apoio a Raul Marcelo em vídeo, assim como o ator Gregório Duvivier.
Os deputados federais Jair Bolsonaro (PSC-RJ) e Jefferson Campos (PSD-SP) repudiaram a candidatura de Raul Marcelo, assim como o Movimento Brasil Livre.
Já o candidato democrata José Caldini Crespo, além dos treze partidos já coligados, recebeu o apoio dos vereadores eleitos e reeleitos Missionário Rodrigo Manga (DEM), Fernando Dini (PMDB), Pastor Apolo (PSB), Marinho Marte (PSD), Péricles (PMDB), Vitão do Cachorrão (PMDB), Fausto Peres (PTN), Dr. Hélio Brasileiro (PMDB) , Silvano Jr (PV) e Hudson Pessini (PMDB), todos de sua coligação. O candidato a vereador derrotado nas urnas, Anselmo Bastos (PRB) formalizou apoio a Crespo, assim como o vereadores reeleitos Pr. Luis Santos (PROS) e Wanderley Diogo (PRP), todos coligados com Hélio Godoy (PRB) no primeiro turno. Mônica Amiga dos Animais e Jessé Loures, suplentes do Partido Verde também se engajaram na campanha eleitoral de Crespo no segundo turno.
Oficialmente o PSDB de Sorocaba liberou seus filiados para escolherem entre Crespo e Raul. Logo após o resultado das urnas, José Francisco Martinez formalizou apoio ao democrata. Fernando Oliveira, presidente do PSDC, coligado no primeiro turno com João Leandro (PSDB) também demonstrou apoio a Crespo. O candidato a vice-prefeito na coligação do PSDB no primeiro turno, Cláudio do Sorocaba I (PR), também foi formalizou o apoio ao candidato em vídeo. Em 17 de outubro foi a vez de Anselmo Neto (PSDB) e em 19 de outubro o vereador João Donizeti Silvestre (PSDB).
Simone Marquetto (PMDB), prefeita eleita em Itapetininga, Fernando Oliveira (DEM), prefeito eleito em Votorantim, Joel Haddad (PDT), prefeito eleito em Salto de Pirapora e João Dória (PSDB), prefeito eleito em São Paulo também formalizaram apoio a Crespo. O governador Geraldo Alckmin também manifestou apoio a José Crespo em vídeo. O deputado estadual Álvaro Batista Camilo, o Coronel Camilo (PSD), os deputados federais Arnaldo Faria de Sá (PTB), Guilherme Mussi (PP), Jefferson Campos (PSD) e o senador por Goiás Ronaldo Caiado (DEM), líder do partido no Senado Federal, também divulgaram apoio a Crespo por vídeo nas redes sociais, assim como o ex-prefeito de Sorocaba, ex-deputado estadual e federal e ex-secretário de Estado Flávio Chaves (PSC). Arnaldo Jardim (PPS), deputado federal licenciado e secretário de agricultura e abastecimento do estado de São Paulo visitou Sorocaba para participar da campanha com Crespo. No último dia de campanha, Crespo reuniu lideranças em uma carreata por Sorocaba.

## Influência da comunidade espanhola
A comunidade hispano-brasileira de Sorocaba, considerada a maior do país com mais de 200 mil membros teve uma importância fundamental no processo eleitoral de 2016, principalmente nos bairros de origem espanhola, como Vila Hortência e Barcelona, localizados na zona leste da cidade. O prefeito eleito, Caldini Crespo e sete dos vinte vereadores eleitos eram de origem hispânica. Fernando Dini, Fausto Peres, José Francisco Martinez, João Donizeti Silvestre, Fernanda Schlic Garcia, Marinho Marte, Hudson Pessini obtiveram juntos mais de 30 mil votos, demonstrando a importância da comunidade espanhola na cidade.

## Debates

### Primeiro turno

#### Prefeitos
| Data           | Organizador(es)                                                           | Crespo (DEM) | Raul Marcelo (PSOL) | Hélio Godoy (PRB) | João Leandro (PSDB) | Glauber Piva (PT) |
| -------------- | ------------------------------------------------------------------------- | ------------ | ------------------- | ----------------- | ------------------- | ----------------- |
| 29 de agosto   | Jornal Cruzeiro do Sul, Rádio Cruzeiro FM                                 | Presente     | Presente            | Presente          | Presente            | Presente          |
| 30 de agosto   | Universidade de Sorocaba                                                  | Presente     | Presente            | Presente          | Presente            | Presente          |
| 1 de setembro  | Jornal Ipanema, Rádio Ipanema                                             | Presente     | Presente            | Presente          | Presente            | Presente          |
| 16 de setembro | FADI, OAB                                                                 | Presente     | Presente            | Presente          | Presente            | Presente          |
| 19 de setembro | Diário de Sorocaba, ESAMC-Centro, Cantate FM, Conselho Municipal do Jovem | Presente     | Presente            | Presente          | Presente            | Presente          |
| 26 de setembro | Jornal Cruzeiro do Sul, Rádio Cruzeiro FM                                 | Presente     | Presente            | Presente          | Presente            | Presente          |
| 29 de setembro | TV TEM/Rede Globo                                                         | Presente     | Presente            | Presente          | Presente            | Presente          |

#### Vice-Prefeitos
| Data           | Organizador(es)                           | Jaqueline Coutinho (PTB) | Gilberto Franca (PSOL) | Laerte Molleta (PEN) | Cláudio do Sorocaba I (PR) | Professor André Cordeiro (PT) |
| -------------- | ----------------------------------------- | ------------------------ | ---------------------- | -------------------- | -------------------------- | ----------------------------- |
| 12 de setembro | Jornal Cruzeiro do Sul, Rádio Cruzeiro FM | Presente                 | Presente               | Presente             | Presente                   | Presente                      |

### Segundo turno

#### Prefeitos
| Data          | Organizador(es)                           | Crespo (DEM) | Raul Marcelo (PSOL) |
| ------------- | ----------------------------------------- | ------------ | ------------------- |
| 21 de outubro | Rádio Cacique                             | Presente     | Presente            |
| 24 de outubro | Jornal Cruzeiro do Sul, Rádio Cruzeiro FM | Presente     | Presente            |
| 26 de outubro | Jornal Ipanema, Rádio Ipanema             | Presente     | Presente            |
| 28 de outubro | TV TEM/Rede Globo                         | Presente     | Presente            |